# Tonight (album, David Bowie)
Tonight je šestnácté studiové album britského zpěváka Davida Bowieho. Jeho nahrávání probíhalo v roce 1984 ve studiu Le Studio v kanadském Morin-Heights. Producenty alba byli Bowie, Derek Bramble a Hugh Padgham a vyšlo v září 1984 u vydavatelství EMI America Records.
Skladby „Tonight“ a „Neighborhood Threat“ dříve vyšly na sólovém albu Iggyho Popa s názvem Lust for Life (1977). Skladba „Don't Look Down“ pak na albu New Values (1979) stejného interpreta. Skladbu „God Only Knows“ napsali Brian Wilson a Tony Asher a původně vyšla v roce 1966 na albu skupiny The Beach Boys nazvaném Pet Sounds. Hitový singl „Blue Jean a píseň „Don't Look Down“ byly využity i ke krátkému promo filmu k této desce, který dostal název „Jazzin' For Blue Jean“.

## Seznam skladeb
| Strana 1 (LP) | Strana 1 (LP)    | Strana 1 (LP)              | Strana 1 (LP) |
| Pořadí        | Název            | Autor                      | Délka         |
| ------------- | ---------------- | -------------------------- | ------------- |
| 1.            | Loving the Alien | David Bowie                | 7:11          |
| 2.            | Don't Look Down  | Iggy Pop, James Williamson | 4:11          |
| 3.            | God Only Knows   | Brian Wilson, Tony Asher   | 3:08          |
| 4.            | Tonight          | Bowie, Pop                 | 3:46          |

| Strana 2 (LP)  | Strana 2 (LP)             | Strana 2 (LP)              | Strana 2 (LP) |
| Pořadí         | Název                     | Autor                      | Délka         |
| -------------- | ------------------------- | -------------------------- | ------------- |
| 1.             | Neighborhood Threat       | Bowie, Pop, Ricky Gardiner | 3:12          |
| 2.             | Blue Jean                 | Bowie                      | 3:11          |
| 3.             | Tumble and Twirl          | Bowie, Pop                 | 5:00          |
| 4.             | I Keep Forgettin'         | Jerry Leiber, Mike Stoller | 2:34          |
| 5.             | Dancing with the Big Boys | Bowie, Pop, Carlos Alomar  | 3:34          |
| Celková délka: | Celková délka:            | Celková délka:             | 35:47         |

## Obsazení
- David Bowie – zpěv, kytara, klávesy, saxofon
- Carlos Alomar – kytara
- Derek Bramble – kytara, baskytara, syntezátor, doprovodný zpěv
- Carmine Rojas – baskytara
- Mark King – baskytara
- Sammy Figueroa – perkuse
- Omar Hakim – bicí
- Guy St. Onge – marimba
- Robin Clark – zpěv
- George Simms – zpěv
- Curtis King – zpěv
- Tina Turner – zpěv v „Tonight“
- Iggy Pop – zpěv v „Dancing with the Big Boys“
- Stanley Harrison – altsaxofon, tenorsaxofon
- Steve Elson – barytonsaxofon
- Lenny Pickett – tenorsaxofon, klarinet
- Arif Mardin – syntezátor, aranžmá smyčců